# Marie Belloc Lowndes
Marie Adelaide Elizabeth Rayner Lowndes (z domu Belloc; ur. 5 sierpnia 1868 w Londynie, zm. 14 listopada 1947 w Eversley Cross) – angielska pisarka francuskiego pochodzenia, starsza siostra Hilaire Belloca.
Trzy napisane przez nią powieści – The Lodger (1913; uważana za jej najważniejsze dzieło), The Story of Ivy (1927) i Letty Lynton (1931) – zaadaptowano na duży ekran. Lowndes zyskała reputację jako pisarka poprzez umiejętne łączenie ekscytujących incydentów z zainteresowaniami psychologicznymi.

## Życiorys

### Rodzina i młodość
Marie Adelaide Elizabeth Rayner Belloc urodziła się 5 sierpnia 1868 w domu przy 11 George Street w centralnej dzielnicy Londynu, Marylebone. Była jedyną córką francuskiego adwokata Louisa Belloca (1830–1872) i angielskiej feministki Bessie Rayner Parkes (1829–1925). Matka przyszłej pisarki, urodzona w dobrze sytuowanej rodzinie w Birmingham, publikowała wiersze, eseje, wspomnienia oraz książki podróżnicze. Wraz z Barbarą Bodichon była współzałożycielką „Woman’s Journal” i aktywną działaczką na rzecz emancypacji kobiet w Wielkiej Brytanii. Ojciec, Louis Belloc, urodził się we Francji. W 1832 przeprowadził się razem z rodziną do La Celle-Saint-Cloud. Zły stan zdrowia często uniemożliwiał mu w pełni wykonywanie zawodu adwokata. Dziadek Marie Belloc Lowndes ze strony ojca, Jean-Hilaire Belloc, był francuskim malarzem, a jej pradziadek od strony matki, Joseph Priestley, zajmował się filozofią i teologią.
Rodzice przyszłej pisarki pobrali się 19 września 1867 w Londynie, po krótkich zaręczynach. Mieszkali w Paryżu, lecz często wracali do La Celle-Saint-Cloud. 27 lipca 1870, w pierwszych dniach trwania wojny francusko-pruskiej, urodziło się im drugie dziecko, Hilaire Belloc. Rodzina na czas konfliktu zbrojnego przeniosła się do Londynu, gdzie mieszkała przy Great College Street.

### Kariera pisarska

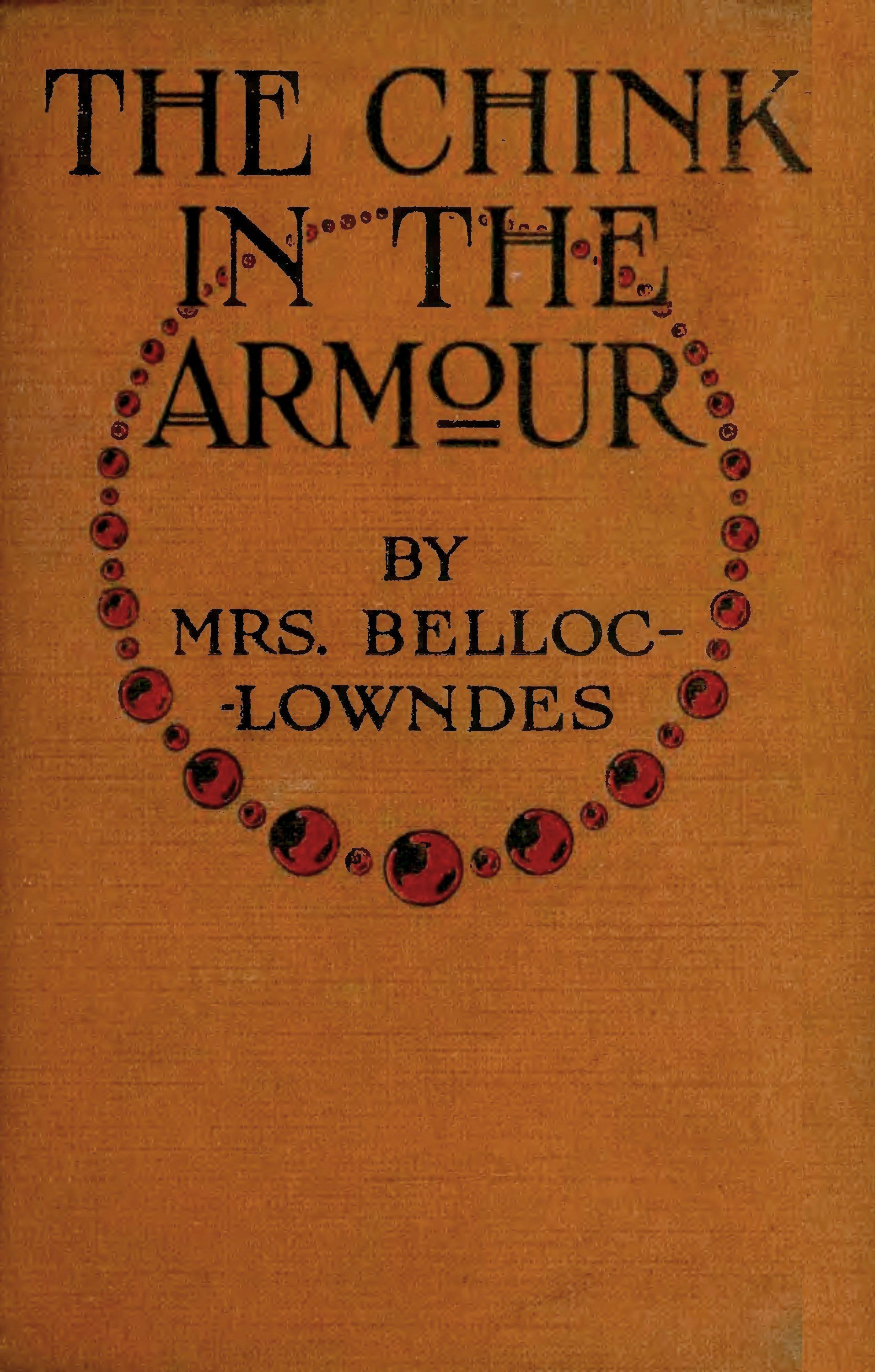
Okładka powieści The Chink in the Armour Lowndes z 1912

W 1884, w wieku 16 lat, Marie Belloc Lowndes napisała nowelę Pastel, opublikowaną w czasopiśmie katolickim. Cztery lata później poznała Williama Thomasa Steada, który zatrudnił ją w „The Pall Mall Gazette”. Spędzając czas w Paryżu współpracowała przy przewodniku po tamtejszych wystawach. Pisała także do wielu innych czasopism, a połowę wszystkich zarobków wysyłała matce. W 1889, po czterech latach pisania, opublikowała swoją pierwszą książkę – biografię The Life and Letters of Charlotte Elizabeth, Princess Palatine. Jej honorarium wyniosło 16 funtów.
W 1894 została członkinią Association of Women Journalists i pozostała zaangażowana w nią, a także i inne organizacje promujące profesjonalne pisarki przez całą swoją karierę, w tym w Women Writer’s Suffrage League. W 1911 na łamach amerykańskiego magazynu „McClure’s” ukazała się nowela The Lodger. Otrzymawszy propozycję napisania cyklu opowiadań dla „The Daily Telegraph”, w wyniku problemów finansowych, pożyczyła od brata, ku niezadowoleniu męża, pieniądze i rozszerzyła historię wspomnianej noweli do powieści. Lekko zredagowane, jednotomowe wydanie The Lodger zostało opublikowane przez Methuen Publishing w 1913. Mimo iż powieść otrzymała niezadowalające recenzje, wyniki sprzedaży okazały się sukcesem.
22 listopada 1916 Lowndes, wraz z kilkoma innymi sufrażystkami, podpisała się pod listem skierowanym do redakcji „The Timesa”, w którym domagano się, aby nadchodzące zmiany w brytyjskim elektoracie obejmowały również reformy dotyczące kobiet.
Do śmierci w 1947 Lowndes napisała ponad czterdzieści powieści – głównie dobrze nakreślonych kryminałów, okazjonalnie opartych na prawdziwych zbrodniach. Sama Lowndes była urażona faktem, iż uważano ją za autorkę kryminałów. Jej najsłynniejszą powieścią był The Lodger (1913), oparty na zbrodniach seryjnego mordercy Kuby Rozpruwacza. Prócz licznych adaptacji filmowych wspomnianej powieści, powstała również teatralna wersja pod tytułem Who Is He?, przygotowana przez Horace’a Annesleya Vachella w 1916.
Jej ostatnia książka – The Young Hilaire Belloc – ukazała się po jej śmierci, w 1956.

### Śmierć
Przez całe życie Lowndes cierpiała z powodu drobnych problemów zdrowotnych. Zmarła na raka żołądka 14 listopada 1947 w domu swojej starszej córki Elizabeth Countess Iddesleigh (żony trzeciego hrabiego Iddesleigh) w Eversley Cross w hrabstwie Hampshire. Miała 79 lat. Została pochowana w La Celle-Saint-Cloud, nieopodal Wersalu, gdzie spędziła lata młodości.

## Życie prywatne
9 stycznia 1896 Marie Belloc wyszła za mąż za Fredericka „Freddiego” Sawneya Archibalda Lowndesa (1868–1940), redaktora „The Timesa” w latach 1893–1938. Uroczystości ślubne odbyły się w Brompton Oratory w Londynie. Zamieszkali w domu przy 11 Great College Street w dzielnicy Westminster. Pisarka udokumentowała wczesne lata swojego małżeństwa w pamiętniku The Merry Wives of Westminster (1946). Para tworzyła szczęśliwy związek, lecz przez cały okres trwania małżeństwa borykała się z trudnościami finansowymi.
Jesienią 1896 poroniła. Lekarze obawiali się o jej życie i przez kilka tygodni pisarka leżała w łóżku pod opieką dwóch pielęgniarek. Para doczekała się trójki dzieci: syna Charlesa (ur. w 1898) oraz dwóch córek – Elizabeth (1900) i Susan (1907). Ukończywszy 18 lat, Charles zaciągnął się do wojska i brał udział w bitwie pod Lys, gdzie został ranny. Otrzymał Krzyż Wojskowy.
W 1909 rodzina przeniosła się do domu przy 9 Barton Street w dzielnicy Westminster, gdzie mieszkali do 1940. W trakcie II wojny światowej Lowndes wraz z mężem opuściła centralny Londyn, sprzedając nieruchomości przy  Barton Street i przeprowadzając się do domku wakacyjnego, mieszczącego się w pobliżu Wimbledon Common. Frederick Sawney Archibald Lowndes zmarł 26 marca 1940 na atak serca. Po jego śmierci Lowndes powróciła do Westminster, wynajmując dom przy 1 Barton Street. Często podróżowała, odwiedzając swoje dzieci lub spotykała się z przyjaciółmi. Była także związana z kręgami literackimi.

## Twórczość
Opracowano na podstawie materiału źródłowego:

### Powieści, nowele i opowiadania
- The Philosophy of the Marquise (1899)
- The Heart of Penelope (1904)
- Barbara Rebell (1905)
- The Pulse of Life: A Story of a Passing World (1908)
- The Uttermost Farthing (1908)
- According to Meredith (1909)
- Studies in Wives (1909; opowiadania)
- When no Man Pursueth: An Everyday Story (1910)
- Jane Oglander (1911)
- The Chink in the Armour (1912)
- Mary Pechell (1912)
- Studies in Love and Terror (1913)
- The Lodger (1913)
- Noted Murder Mysteries (1914; pod pseudonimem Philip Curtain)
- The End of Her Honeymoon (1914)
- Not All Saints (1914; pod pseudonimem Elizabeth Rayner)
- Good Old Anna (1915)
- The Price of Admiralty (1915)
- The Red Cross Barge (1916)
- Love and Hatred (1917)
- Lilla: A Part of Her Life (1917)
- Out of the War (1918)
- The Lonely House (1920)
- From the Vast Deep (1920)
- What Timmy Did (1922)
- Why They Married (1923; opowiadania)
- The Philanderer (1923)
- The Terriford Mystery (1924)
- Some Men and Women (1925; opowiadania)
- Afterwards (1925)
- Bread of Deceit (1925)
- What Really Happened (1926, w 1932 wystawiono jako spektakl)[b]
- Thou Shalt Not Kill (1927)
- The Story of Ivy (1927)
- Cressida: No Mystery (1928)
- One of Those Ways (1929)
- Letty Lynton (1931)
- Vanderlyn’s Adventure (1931)
- Love is a Flame (1932)
- Jenny Newstead (1932)
- The Reason Why (1932)
- Dutchess Laura: Certain Days of Her Life (1933)
- Dutchess Laura: Further Days of Her Life (1933)
- Another Man’s Wife (1934)
- The Chianti Flask (1934)
- Who Rides on a Tiger (1936)
- The Second Key (1936)
- The Marriage Broker (1937)
- Motive (1938)
- And Call it Accident (1939)
- Reckless Angel (1939)
- The Injured Lover (1939)
- Lizzie Borden: A Study in Conjecture (1939)
- The Christine Diamond (1940)
- Before the Storm (1941)
- What of the Night? (1943)
- The Labours of Hercules (1943)
- She Dwelt with Beauty (1949; wydanie pośmiertne)

### Wspomnienia
- I, too, Have Lived in Arcadia: A Record of Love and Childhood (1941)
- Where Love and Friendship Dwelt (1943)
- The Merry Wives of Westminster (1946)
- A Passing World (1948; wydanie pośmiertne)

### Sztuki
- With All John’s Love: A Play in Three Acts (1930)
- The Key: A Love Drama in Three Acts (1930)
- Why be Lonely? A Comedy in Three Acts (1931; z F.S.A. Lowndes)
- What Really Happened: A Play in a Prologue, Two Acts, and an Epilogue (1932)
- The Second Key (1936)
- The Empress Eugenie: A Three Act Play (1938)

### Dla dzieci
- Told in Gallant Deeds: A Child’s History of the War (1916)

### Biografie
- The Life and Letters of Charlotte Elizabeth, Princess Palatine (1889)
- Edmond and Jules de Goncourt, with Letters, and Leaves from their Journals. Two Volumes (1895)
- His Most Gracious Majesty: King Edward the Seventh (1901)
- The Prince and Princess of Wales (1902; wydanie anonimowe)
- The Empress Frederick: A Memoir (1913; wydanie anonimowe)
- The Young Hilaire Belloc (1956; wydanie pośmiertne)[c]

## Adaptacje

### Film

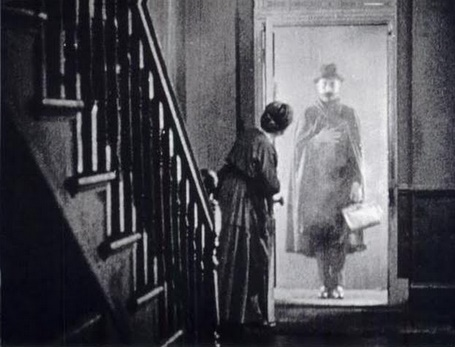
Kadr z filmu Lokator (1927) w reżyserii Alfreda Hitchcocka

- Lokator (1927, reż. Alfred Hitchcock) – brytyjski niemy dreszczowiec kryminalny na podstawie powieści The Lodger (1913)[d][5]. W tytułowej roli wystąpił Ivor Novello[11]
- Lokator (1932, reż. Maurice Elvey) – brytyjski dreszczowiec, będący nową wersją filmu z 1927, powstałego na podstawie powieści z 1913. W tytułowej roli ponownie wystąpił Novello[12]
- Lokator (1944, reż. John Brahm) – amerykański horror zrealizowany na podstawie powieści z 1913[13]
- Man in the Attic (1953, reż. Hugo Fregonese) – amerykański film zrealizowany na podstawie powieści z 1913[14]
- Letty Lynton (1932, reż. Clarence Brown) – amerykański film z okresu ery Pre-Code, zrealizowany na podstawie powieści o tej samej nazwie z 1931. W roli głównej wystąpiła Joan Crawford[6]
- Ivy (1947, reż. Sam Wood) – amerykański kryminał noir na podstawie powieści The Story of Ivy (1927). W roli głównej wystąpiła Joan Fontaine[15]
- Lokator (2009, reż. David Ondaatje) – amerykański dreszczowiec zrealizowany na podstawie powieści z 1913[16]

### Opera
- The Lodger – opera autorstwa Phyllis Tate z 1960 na podstawie powieści o tej samej nazwie z 1913[17]

### Teatr
- Who Is He? – spektakl z 1916 przygotowany przez Horace’a Annesleya Vachella na podstawie powieści z 1913[16]